# 第28回サウスイースタン映画批評家協会賞
28th SEFCA Awards

2019年12月9日
作品賞: 

『パラサイト 半地下の家族』
監督賞: 

マーティン・スコセッシ

『アイリッシュマン』
第28回サウスイースタン映画批評家協会賞は、サウスイースタン映画批評家協会が2019年の映画の映画に贈る賞であり、2019年12月9日に発表された。

## トップ10作品
1. 『パラサイト 半地下の家族』
2. 『アイリッシュマン』
3. 『ワンス・アポン・ア・タイム・イン・ハリウッド』
4. 『マリッジ・ストーリー』
5. 『1917 命をかけた伝令』
6. 『ジョジョ・ラビット』
7. 『ストーリー・オブ・マイライフ/わたしの若草物語』
8. 『フェアウェル』
9. 『アンカット・ダイヤモンド』
10. 『フォードvsフェラーリ』

## 受賞と次点一覧
主演男優賞
- アダム・ドライバー - 『マリッジ・ストーリー』
  - 次点: ホアキン・フェニックス - 『ジョーカー』

主演女優賞
- レネー・ゼルウィガー - 『ジュディ 虹の彼方に』
  - 次点: ルピタ・ニョンゴ - 『アス』

アニメ映画賞
- 『トイ・ストーリー4』
  - 次点: 『失くした体』

撮影賞
- 『1917 命をかけた伝令』 - ロジャー・ディーキンス
  - 次点: 『ワンス・アポン・ア・タイム・イン・ハリウッド』 - ロバート・リチャードソン

監督賞
- マーティン・スコセッシ - 『アイリッシュマン』
  - 次点: ポン・ジュノ - 『パラサイト 半地下の家族』

ドキュメンタリー映画賞
- 『アポロ11 完全版』
  - 次点: 『アメリカン・ファクトリー』

アンサンブル賞
- 『ナイブズ・アウト/名探偵と刃の館の秘密』
  - 次点: 『アイリッシュマン』

作品賞
- 『パラサイト 半地下の家族』
  - 次点: 『アイリッシュマン』

外国語映画賞
- 『パラサイト 半地下の家族』・ 韓国
  - 次点: 『ペイン・アンド・グローリー』・ スペイン

脚色賞
- 『アイリッシュマン』 - スティーヴン・ザイリアン
  - 次点: 『ストーリー・オブ・マイライフ/わたしの若草物語』 - グレタ・ガーウィグ

オリジナル脚本賞
- 『パラサイト 半地下の家族』 - ポン・ジュノ、ハン・ジンウォン
  - 次点: 『マリッジ・ストーリー』 - ノア・バームバック

助演男優賞
- ブラッド・ピット - 『ワンス・アポン・ア・タイム・イン・ハリウッド』
  - 次点: ジョー・ペシ - 『アイリッシュマン』

助演女優賞
- ローラ・ダーン - 『マリッジ・ストーリー』
  - 次点: フローレンス・ピュー - 『ストーリー・オブ・マイライフ/わたしの若草物語』

ジェーン・ワイアット賞
- 『ザ・ピーナッツバター・ファルコン』
  - 次点: 『黒い司法 0%からの奇跡』